# Нитрат стронция
Нитрат стронция, азотнокислый стронций — Sr(NO3)2, стронциевая соль азотной кислоты.

## Физические свойства
Бесцветное кристаллическое вещество. Хорошо растворим в воде (70,7 г/100 мл воды при 20 °C).
Образует кристаллогидрат Sr(NO3)2·4H2O, который при температуре выше 100 °C обезвоживается.

## Получение
Азотная кислота реагирует с карбонатом стронция, образуя нитрат.
{\displaystyle {\ce {2 HNO3 + SrCO3 -> Sr(NO3)2 + H2O + CO2 ^}}}
Аналогично можно использовать SrO и Sr(OH)2.

## Применение
Нитрат стронция — компонент пиротехнических составов для сигнальных, осветительных и зажигательных ракет. Он окрашивает пламя в карминово-красный цвет.
Хотя другие соединения стронция придают пламени такую же окраску, в пиротехнике предпочитают использовать именно нитрат: он не только окрашивает пламя, но одновременно служит окислителем. Разлагаясь в пламени, он выделяет свободный кислород. При этом сначала образуется нитрит стронция, который затем превращается в оксиды стронция и азота.
Используется для изготовления катализаторов выхлопных газов для автомобилей.
В РФ выпускается в соответствии с требованиями ГОСТ 2820-73.